# پالایشگاه گاز ایلام
شرکت پالایش گاز ایلام به‌منظور تأمین گاز طبیعی مصرفی استان ایلام و تقویت فشار گاز خط‌لوله سراسری در غرب کشور و همچنین تأمین خوراک پتروشیمی ایلام با پالایش گاز ترش میدان گازی تنگ بیجار در ۲۵ کیلومتری شمال‌غرب شهر ایلام و در شهرستان چوار احداث گردیده‌است. کار احداث و عملیات از خرداد ۱۳۸۰ آغاز و در پاییز سال ۱۳۸۶ مراحل راه‌اندازی اولیه آن صورت پذیرفت.
ساخت این پالایشگاه در دو فاز تعریف شده‌است که در فاز نخست ۶ میلیون و ۸۰۰ هزار مترمکعب گاز ترش وارد پالایشگاه و پس از شیرین‌سازی، ۵ میلیون و ۴۰۰ هزار متر مکعب گاز طبیعی به خطوط انتقال گاز تزریق می‌شود. این پالایشگاه در فاز دوم نیز دریافت‌ کننده افزون بر ۱۰ میلیون متر مکعب گاز ترش خواهد بود.
اتان با ظرفیت تولید روزانه ۳۷۰ هزارمتر مکعب، گاز مایع خام با تولید روزانه بیش از یک هزار و۳۰۰ متر مکعب، میعانات گازی با ظرفیت روزانه ۱۲۰۰ مترمکعب و گوگرد نیز با ظرفیت تولید ۳۴۰ تن در روز، دیگر محصولات این پالایشگاه در فاز نخست خواهند بود و در فاز دوم، همه محصولات، ۵۰٪ اضافه خواهد شد.

## مدیران عامل
- از فروردین سال ۱۳۸۲ تا بهمن سال ۱۳۸۶: منوچهر طاهری
- از بهمن سال ۱۳۸۶ تا دی سال ۱۳۸۸: حسن نجفی سمنانی
- از دی سال ۱۳۸۸ تا خرداد سال ۱۳۹۰: خلیل کمالی
- از خرداد سال ۱۳۹۰ تا مهر ۱۳۹۲: عبدالرضا اکبرزاده
- از مهر ۱۳۹۲ تا مرداد ۱۳۹۳: منوچهر طاهری
- از مرداد ۱۳۹۳ تا اردیبهشت ۱۳۹۵: نجف بلالی
- از اردیبهشت ۱۳۹۵ تا آبان ۱۳۹۶: سیروس امیری
- از آبان ۱۳۹۶ تا دهم فروردین ۱۳۹۹: شهریار داری‌پور
- از دهم فروردین ۱۳۹۹ تا کنون: روح‌الله نوریان

## تصویر پالایشگاه

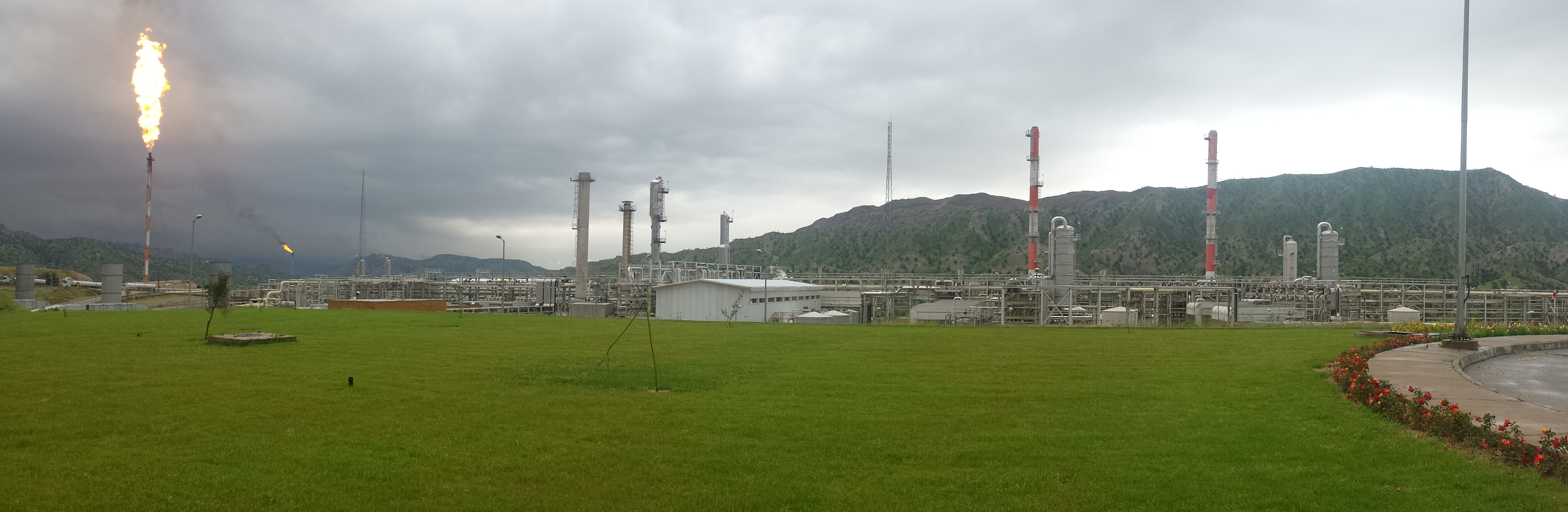
نمایی از پالایشگاه گاز ایلام که در تاریخ ۲۵ فروردین ۱۳۹۵ گرفته شده‌است